# Directori d'Operacions (Israel)
El Directori d'Operacions (en hebreu: אגף המבצעים, Agaf HaMivtzaim) es una branca de la Caserna General de les FDI. El Directori, juntament amb els comandaments regionals, és el responsable de la planificació i l'ús de la força militar. Des de setembre de l'any 2012, està comandat pel General Yoav Har Even.

## Tasques
- La responsabilitat de preparar a les FDI per a la guerra, les emergències, la seguretat, la coordinació, i la planificació operativa.
- La responsabilitat d'integrar una aproximació operativa tot seguint la política nacional de seguretat segons la doctrina militar.
- Coordinar els esforços de la Caserna General en termes d'exercir la força juntament amb els altres cossos i les altres branques de la seguretat, i crear recomanacions per a l'aprovació de la branca política.
- Ensenyar als comandaments regionals, la Força Aèria, la Marina, la Caserna General de l'Exèrcit, la branca Tecnològica i Logística, els Recursos Humans, Els Serveis d'Intel·ligència Militar, amb respecte a l'ús i l'exercici de la força i la seva coordinació.

## Unitats
- La Divisió Operativa
- La Divisió d'Instrucció i Doctrina
- El Portaveu de les FDI
- La Divisió de Mitjans Especials
- El Departament de Disseny
- El Centre d'Operacions
- El Departament d'Inspecció i Supervisió
- El Departament de Seguretat de la Caserna General

## Comandants
Aquesta llista inclou aquells que varen servir com a caps d'operacions des del mes de novembre de 1947. Aquesta llista inclou al comandant del Haganà Yigael Yadin, que va servir durant la guerra de la independència.
| Nom                 | Inici de terme         | Final de terme         |
| ------------------- | ---------------------- | ---------------------- |
| Yigael Yadin        | 16 de novembre de 1947 | 9 de novembre de 1949  |
| Mordechai Maklef    | 14 de novembre de 1949 | 7 de desembre de 1952  |
| Moixé Dayan         | 17 de desembre de 1952 | 6 de desembre de 1953  |
| Yosef Avidar        | 22 de desembre de 1953 | 15 de febrer de 1955   |
| Meir Amit           | 23 de febrer de 1955   | 28 de maig de 1955     |
| Haim Laskov         | 28 d'agost de 1955     | 24 de juliol de 1956   |
| Meir Amit           | 24 de juliol de 1956   | 26 de gener de 1958    |
| Tzvi Tzur           | 26 de gener de 1958    | 10 de setembre de 1958 |
| Meir Zorea          | 10 de setembre de 1958 | 28 d'abril de 1959     |
| Yitshaq Rabbín      | 28 d'abril de 1959     | 23 de gener de 1961    |
| Yitshaq Rabbín      | 23 de gener de 1961    | 30 de desembre de 1963 |
| Haim Bar-Lev        | 1 de gener de 1964     | 27 d'abril de 1966     |
| Ezer Weizman        | 27 d'abril de 1966     | 14 de desembre de 1969 |
| David Elazar        | 23 de desembre de 1969 | 1 de gener de 1972     |
| Israel Tal          | 1 de gener de 1972     | 28 de juny de 1973     |
| Rehavam Ze'evi      | 2 de novembre de 1973  | 16 de gener de 1974    |
| Yitzhak Hofi        | 16 de gener de 1974    | 16 d'abril de 1974     |
| Herzl Shafir        | 16 d'abril de 1974     | 1 de març de 1976      |
| Yekutiel Adam       | 2 de març de 1976      | 25 d'agost de 1977     |
| Rafael Eitan        | 25 d'agost de 1977     | 7 d'abril de 1978      |
| Yekutiel Adam       | 7 d'abril de 1978      | 1 de gener de 1982     |
| Moshe Levi          | 1 de gener de 1982     | 1 de gener de 1983     |
| David Ivry          | 1 de gener de 1983     | 17 de gener de 1985    |
| Dan Shomron         | 17 de gener de 1985    | 1 d'octubre de 1986    |
| Amir Drori          | 1 d'octubre de 1986    | 6 d'abril de 1987      |
| Ehud Barak          | 7 de maig de 1987      | 13 de març de 1991     |
| Amnon Lipkin-Shahak | 13 de març de 1991     | 29 de novembre de 1994 |
| Matan Vilnai        | 29 de novembre de 1994 | 15 de setembre de 1997 |
| Shaul Mofaz         | 15 de setembre de 1997 | 11 de juny de 1998     |
| Uzi Dayan           | 11 de juny de 1998     | 27 de juny de 1999     |
| Dan Halutz          | 27 de juny de 1999     | 15 de setembre de 2000 |
| Giora Eiland        | 15 de setembre de 2000 | 25 de gener de 2001    |
| Dan Harel           | 26 de gener de 2001    | 1 de gener de 2003     |
| Israel Ziv          | 1 de gener de 2003     | 1 de gener de 2005     |
| Gadi Eizenkot       | 1 de juny de 2005      | 12 d'octubre de 2006   |
| Tal Russo           | 12 d'octubre de 2006   | 4 d'octubre de 2010    |
| Yaakov Ayash        | 4 d'octubre de 2010    | 6 de setembre de 2012  |
| Yoav Har Even       | 6 de setembre de 2012  | 26 de maig de 2015     |
| Nitzan Alon         | 26 de maig de 2015     | -                      |